# Tribes (ER)
Tribes is de zeventiende aflevering van het derde seizoen van de televisieserie ER, die voor het eerst werd uitgezonden op 10 april 1997.

## Verhaal
Dr. Greene krijgt twee slachtoffers van een schietpartij onder zijn hoede, een Afro-Amerikaanse en een blanke jongen. Hij denkt dat de Afro-Amerikaanse een drugsdealer is en de blanke een onschuldige slachtoffer, en geeft de blanke jongen voorrang bij de behandeling. Later blijkt dat de blanke jongen de drugsdealer was en de Afro-Amerikaanse een onschuldige slachtoffer. Als de Afro-Amerikaanse jongen komt te overlijden rekent zijn broer dr. Greene hierop aan, dr. Greene vraagt zich af of hij wel ethisch gehandeld heeft. Ondertussen krijgt hij de zorg over zijn dochter Rachel, dit omdat de moeder van zijn ex-vrouw Jennifer een beroerte heeft gehad.
Carla Reese, de zwangere vriendin van dr. Benton, komt naar de SEH en dan ontdekt Boulet dat dr. Benton een aanstaande vader is. 
Hathaway zorgt voor een patiënte die waarschijnlijk verkracht is nadat zij rophypnol toegediend heeft gekregen.
Dr. Weaver probeert een patiënt van haar, die verslaafd is aan pijnstillers, over te halen om deel te nemen aan een afkickprogramma. Later komt zij erachter dat een junkie nooit te vertrouwen is. 
Dr. Carter is de hele dag bezig met het behandelen van een hopeloze patiënt.

## Rolverdeling

### Hoofdrollen
- Anthony Edwards - Dr. Mark Greene
- Yvonne Zima - Rachel Greene
- George Clooney - Dr. Doug Ross
- Noah Wyle - Dr. John Carter
- Eriq La Salle - Dr. Peter Benton
- Laura Innes - Dr. Kerry Weaver
- Jorja Fox - Dr. Maggie Doyle
- Amy Aquino - Dr. Janet Coburn
- CCH Pounder - Dr. Angela Hicks
- Gloria Reuben - Jeanie Boulet
- Julianna Margulies - verpleegster Carol Hathaway
- Ellen Crawford - verpleegster Lydia Wright
- Yvette Freeman - verpleegster Haleh Adams
- Conni Marie Brazelton - verpleegster Connie Oligario
- Lily Mariye - verpleegster Lily Jarvik
- Deezer D - verpleger Malik McGrath
- Emily Wagner - ambulancemedewerker Doris Pickman
- Montae Russell - ambulancemedewerker Dwight Zadro
- Lyn Alicia Henderson - ambulancemedewerker Pamela Olbes
- Brian Lester - ambulancemedewerker Brian Dumar
- J.P. Hubbell - ambulancemedewerker Lars Audia
- Abraham Benrubi - Jerry Markovic
- Lisa Nicole Carson - Carla Reese

### Gastrollen
- Clifton Collins jr. - Mr. Brown
- Bonnie Root - Lori
- Richard Fancy - Mr. Thomas
- Marlene Warfield - Babs Chenovert
- Christine Harnos - Jennifer Simon
- Joe Torry - Chris Law
- Norris Young - Kenny Law
- John Michael Bolger - honkbaltrainer
- Steve Vinovich - Wayne Lentloff
- Louisa Abernathy - Mrs. Lyons

en vele andere